# Гьотеборгски диалект
Гьотеборгският диалект (на шведски: Göteborgska) е териториален диалект в Швеция, говорен в областта на град Гьотеборг.
По традиция диалектът се дели на източна и западна форма, повлияни от географското положение на града. Западната форма на гьотеборгския диалект се доближава до този говорен в историческата провинция Бохуслен, а източната форма е повлияна от вестрайотландския диалект. В модерния градски говор различията между двете форми стават все по-малки, затова можем да говорим за единен гьотеборгски диалект. Влияние за развитието на диалекта оказва езиковият контакт на юг и на запад, докато паркът Тиведен и езерото Ветерн пречат на контакта с други териториални диалекти.
Говорещи гьотеборгски диалект са жители на областта, израснали в семейства със запазени местни традиции.

## Фонологични особености

### Гласни
Често срещано явление в гьотеборгския диалект е дифтонгизирането на гласни, неприсъщ за шведския език феномен, както и произнасянето на едни звуци вместо други. Нерядко се срещат и различия в произношението на мъжете и жените в града.

#### Дифтонгизиране
Дифтонгизиране чрез кратко предходно /е/ може да се забележи при дългите гласни „i“, „ä“, „y“, „о“ и „u“:
```
fint 		 /feint/
```

```
frysa 	 /frʯ: ‘sa/
```

```
gul 		 /g
e
ɯ: l/
```

```
olika 	 /
e
ɷ: li.ka/
```

```
här och där 	 /h
e
æ:‘r ɔ d
e
æ:‘r/
```

Характерно при дифтонгизирането на гласните „i“ и „о“ е, че се среща предимно в речта на жените, докато при мъжете е много по-рядко, а дифтонгизирането на „ä“ e типично явление за западните части на града.

#### Особености при късите гласни
Характерно за късите затворени гласни е, че се изговарят като къси, но отворени. Например почти винаги късо „i“ се произнася като късо „е“:
```
ribba 		/re'b:a/
```

```
fisk 		/fesk/
```

Хората с изразено диалектално произношение, най-често мъже, изговарят нерядко „а“ вместо „ä“:
```
mig 		/maj/
```

```
färja 		/fa'rja/
```

Късо „у“ се произнася в някои случаи без конкретна закономерност като /ø/:
```
tycka 		/tøk: a/
```

```
rygg		/røg/
```

```
nytta		/nøtta/
```

В много думи късото „ö“ преминава към /u/:
```
rösta		/ru'sta/	
```

```
höst		/hust/
```

```
söndag		/su'nda/
```

В речта късо „u“ се произнася като затворено „o“ или отворено „å“, когато стои пред ‘m’ или веларна съгласна.
```
lukta		/lo'kta/
```

```
pumpen		/po'mpen/
```

Ново явление, нетипично за никой от съседните диалекти на гьотеборгския е преминаването на късо „u“ към късо „ö“:
```
lustig		/lø'sti/
```

```
gummi		/gø'm:i/
```

### Съгласни
Често срещано явление в гьотеборгския диалект е изпадането на съглазни звуци в произношението на думите.
Звукът /d/ предхождан от гласна в края или в средата на дадена дума не се произнася. Също при комбинацията „nd“ в края на думата, /d/ не се произнася ако пред „n“ стои гласен звук:
```
röd – /rö/
```

```
god – /go/
```

```
sedan – /senn/
```

```
medan – /mäns/
```

```
hand – /hann/
```

```
sand – /sann/
```

Отпадането на звука /l/ е типично за гьотеборгския диалект, но конкретни правила не съществуват и отсъствието на /l/ се среща само в някои думи:
```
vilken, vilket, vilka – /vekken, vekket, vekka/
```

```
till – /te:/
```

Звукът /n/ в неударени срички или като част от граматично окончание не се произнася:
```
boken– /bo:'ka/
```

```
min, din, sin – /mi:/, /di:/, /si:/
```

Съгласната /v/ се произнася често като /f/ или изобщо не се изговаря в речта:
```
halvt – /halt/
```

```
halvtimme – /halltimme/
```

Звукът /r/ в комбинация с /d/, /t/, /l/, /n/ и /s/ не се произнася:
```
lärd – /læ:d/
```

```
kärlek – / ʂæ: 'le.k/
```

```
gärna – /jæ: 'na/
```

Друга особеност на /r/ е различното произношение на жените и мъжете. Чрез проучване с аудиозаписи е установено, че жените произнасят звука с по-голяма фрикативност.

## Лексикални особености
Както повечето диалекти така и гьотеборгският разполага със своя лексика, различаваща се от стандратния език. В таблицата по-надолу са изброени някои от интересните типично гьотеборгски думи.
| Гьотеборгски диалект | Стандартен шведски | Български език |
| -------------------- | ------------------ | -------------- |
| dofs                 | flicka             | момиче         |
| jacka                | dansa              | танцувам       |
| king-king            | lättöl             | лека бира      |
| klo                  | krog               | кръчма         |
| Kopp!                | Skål!              | Наздраве!      |
| la                   | väl                | добре          |
| männas               | medan              | по време       |
| paja                 | gå sönder          | чупя се        |
| sköj                 | nöje               | удоволствие    |
| stomp                | litet bröd         | малък хляб     |
| tjalle               | pojke              | момче          |
| tjeg                 | bröd               | хляб           |

Друго отклонение от стандартния език е родът на думата „апелсин“ (портокал), която в гьотеборгския диалект е от рода неутрум, а в стандартен шведски е от утрум.

## Интонация в изречението
Интонацията е много важен аспект в шведското езикознание. В гьотеборгския диалект под влиянието на тенденцията в западна Швеция тя винаги се повишава в края на фразата или изречението:
```
/Va ta du daj te-e? /
```

```
/Dø-ø!/
```

## Интересни факти
- Според допитване на Шведския институт за проучвания (Sifo) от 2011 година, гьотеборгският диалект е най-секси диалект в Швеция. Говорителката Карин Боос обяснява пред журналистите, че гьотеборгският диалект е много чаровен и звучи много позитивно, което кара другите да не могат да му устоят.

- В гьотеборгския диалект се запазва характерната за много шведски диалекти гласна „ô“ (централна гласна между /o/ и /ø/), която съответства на /o/ или понякога на /u/ или /ø/ в книжовния език. Този знак най-точно описва изговорения звук в съответни думи като например „môsa“.

- Известният гьотеборгски рибен пазар „Feskekörka“ (официален правопис, чете се като Фескешьорка, бълг. Рибна църква), се изговаря само от туристите по този начин, за местните жители е „Fiskekyrka“. Рибната църква в Гьотеборг

- Сленгът, който се говори от имигрантите в Гьотеборг и е смесица от гьотеборгски диалект, развален шведски и жаргонни думи от други езици, се нарича „gårdstenska (или angerediska)“ (гоодстенска или ангередиска).